# Ауддорп
Ауддорп (нід. Ouddorp) — село в нідерландській провінції Південна Голландія. Входить до муніципалітету Гуре-Оверфлакке.
Його площа — 32,52 км², а населення станом на 2021 рік становило 6215 осіб.
Перша згадка про населений пункт датується 1551 роком.
До 1966 року мало статус окремого муніципалітету.

## Галерея

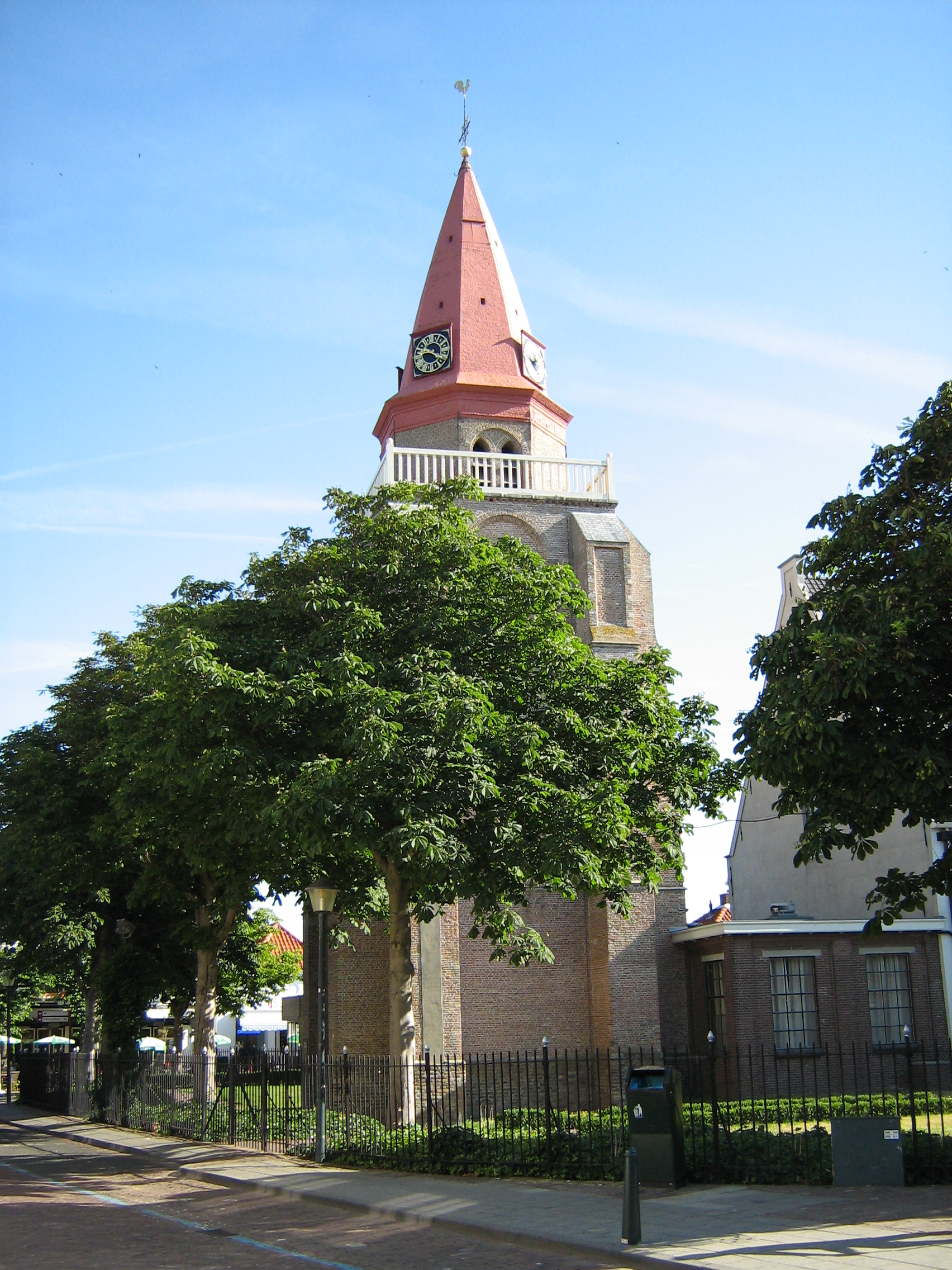
Центр села
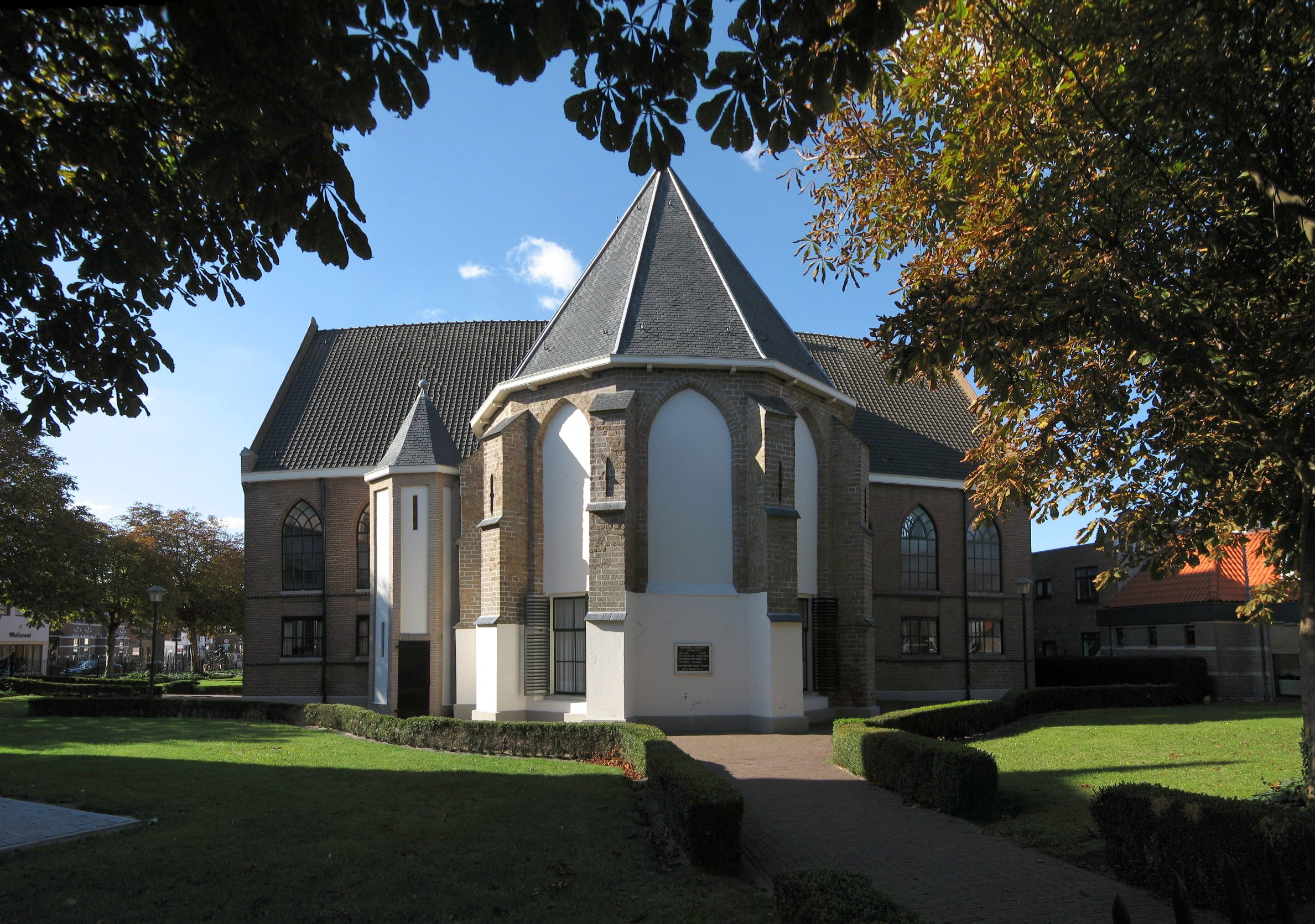
Стара сільська церква
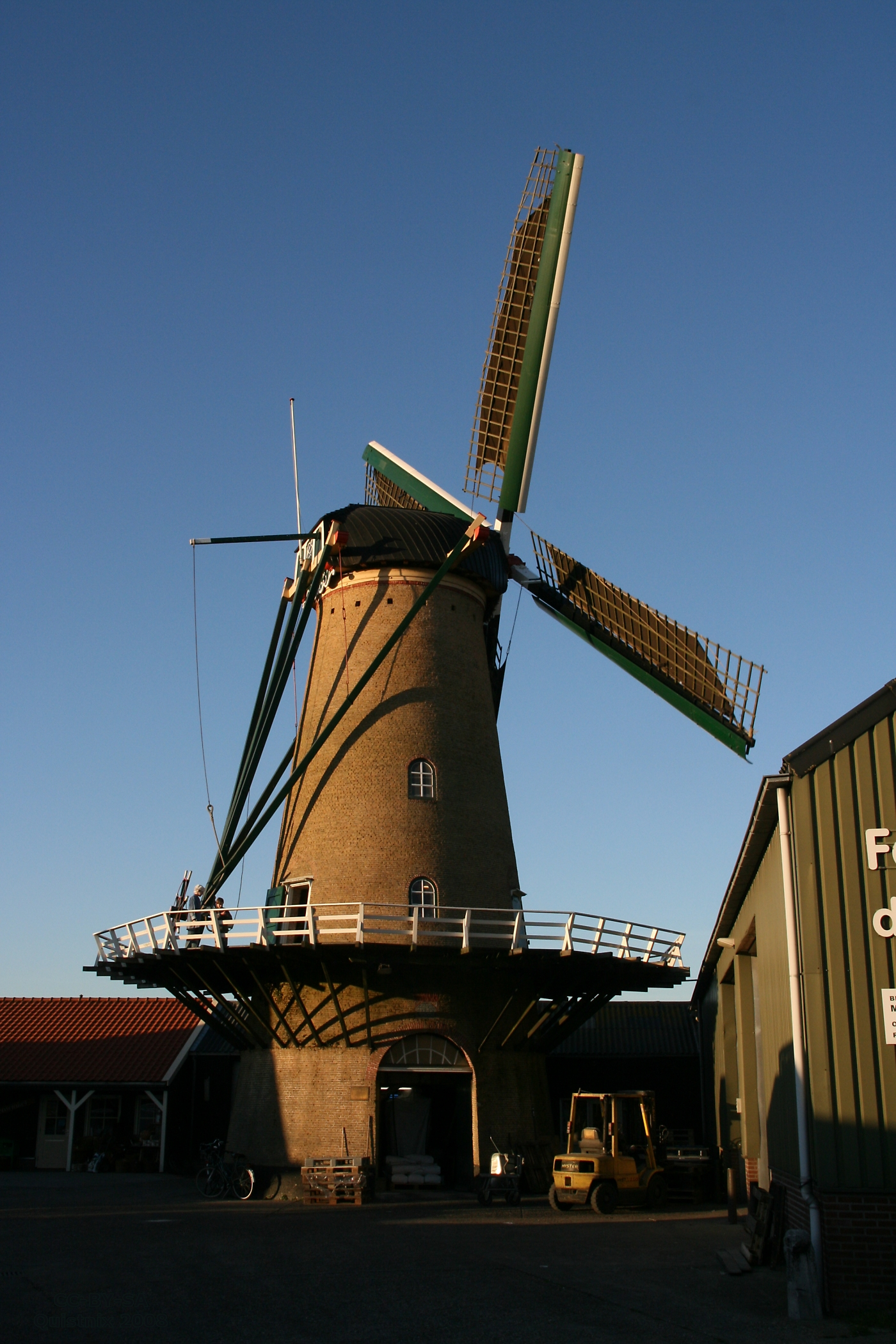
Вітряк De Hoop
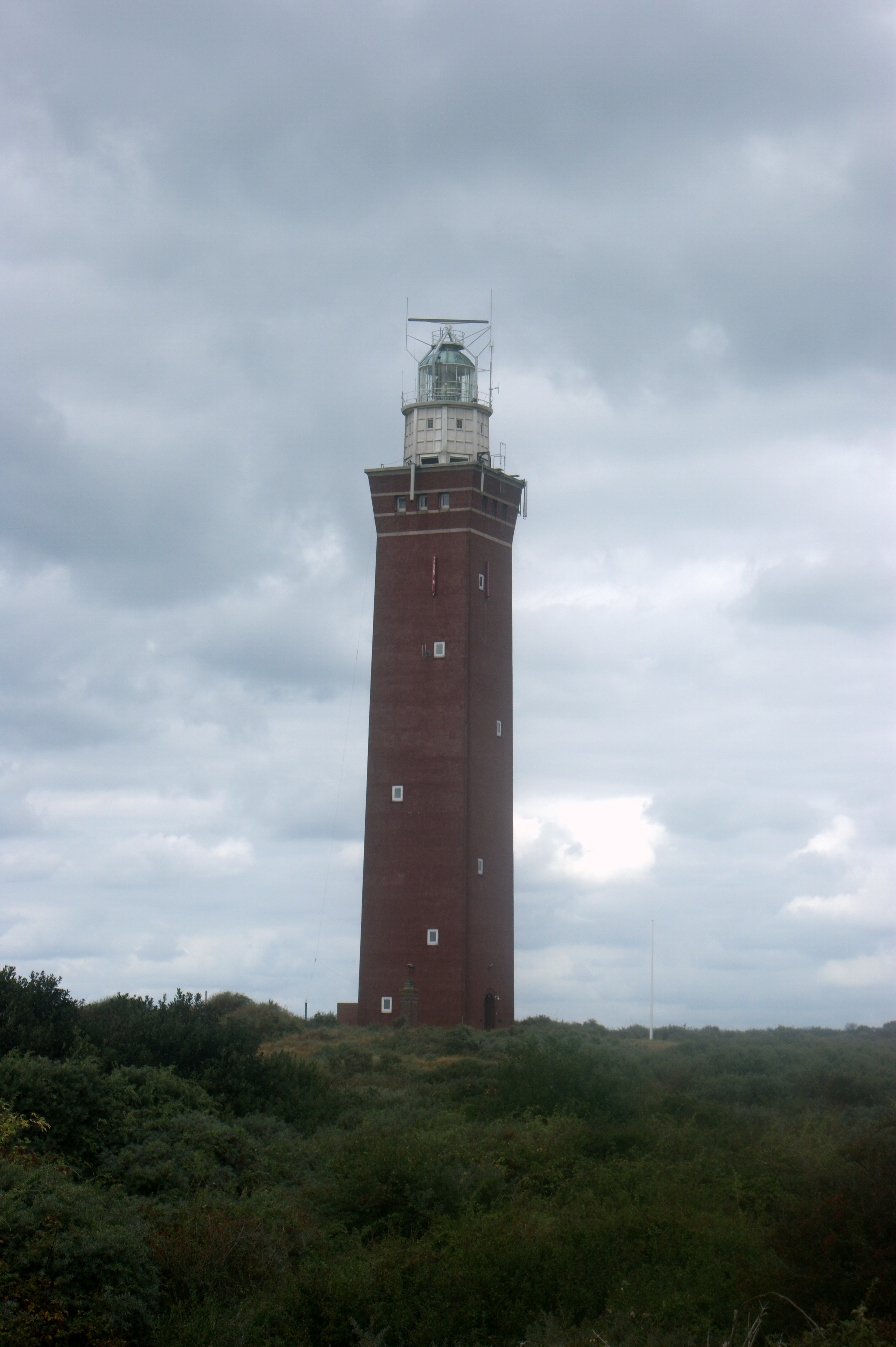
Маяк Westhoofd
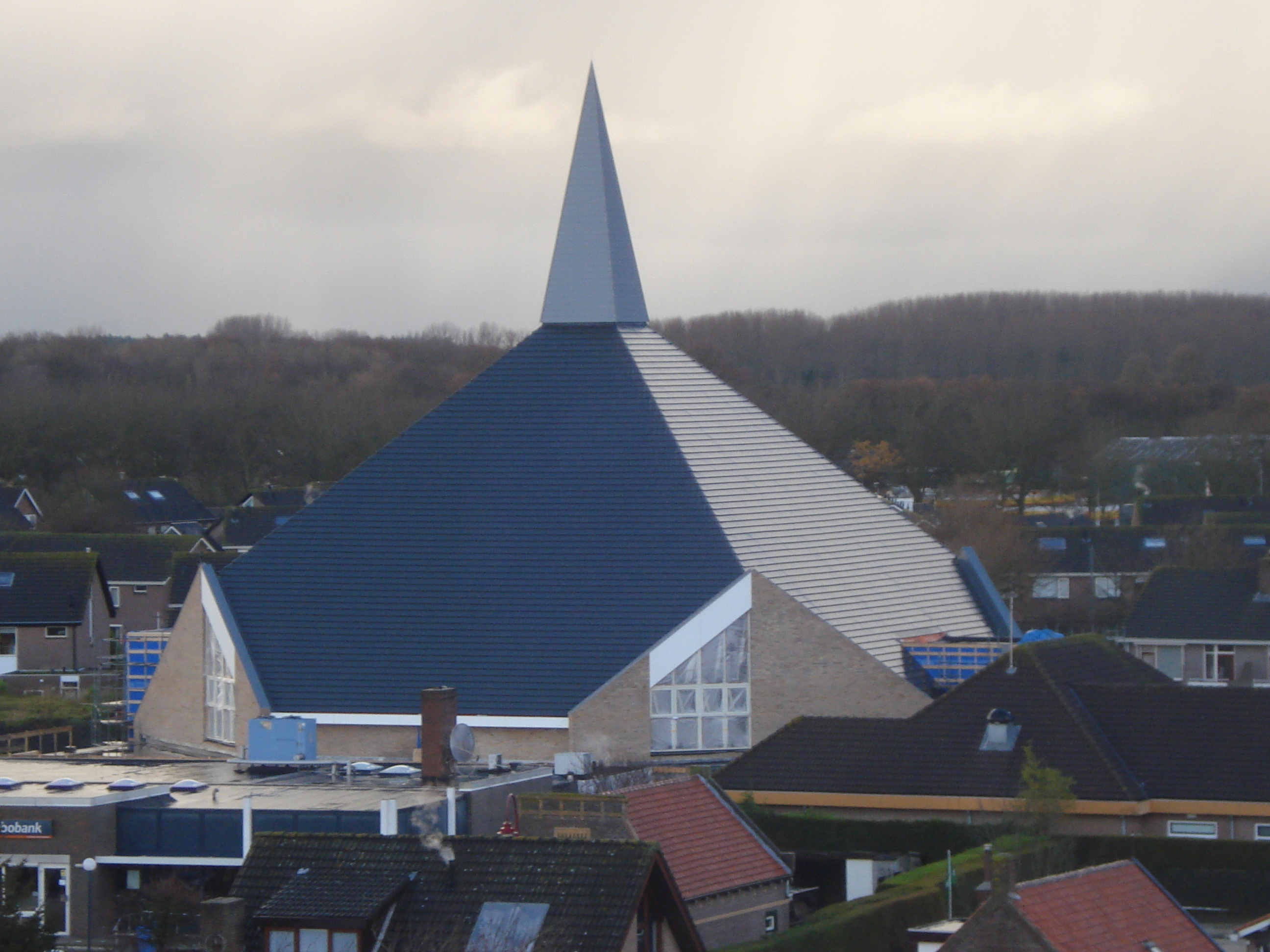
Нова сільська церква (2013)